# Daniel Martin Spraggon
Daniel Martin Spraggon MHM (ur. 13 stycznia 1912 w Newcastle upon Tyne, zm. 27 września 1985 w Stanley) – angielski duchowny rzymskokatolicki, misjonarz św. Józefa z Mill Hill, prefekt apostolski Falklandów, członek Orderu Imperium Brytyjskiego, major British Army.

## Życiorys
Daniel Martin Spraggon urodził się 13 stycznia 1912 w Newcastle upon Tyne w Wielkiej Brytanii. 29 czerwca 1945 w Glasgow z rąk arcybiskupa Glasgow Donalda Alphonsusa Campbella otrzymał święcenia prezbiteriatu i został kapłanem Stowarzyszenia Misjonarzy św. Józefa z Mill Hill.
Następnie wyjechał na misje do Kamerunu Brytyjskiego. W latach 1951–1957 był kapelanem British Army na Złotym Wybrzeżu. Służbę zakończył w stopniu majora. Ponadto odznaczony został Orderem Imperium Brytyjskiego.
W 1971 wyjechał na Falklandy. 7 maja 1973 papież Paweł VI mianował go prefektem apostolskim Falklandów. O. Spraggon jasno opowiadał się za przynależnością wysp do Wielkiej Brytanii. Podczas wojny o Falklandy-Malwiny i okupacji argentyńskiej jako przedstawiciel papieski na wyspach cieszył się wyjątkową pozycją. Interweniował w sprawie ludności cywilnej u wojskowego gubernatora wysp gen. Mario Menendeza. Po zakończeniu działań wojennych brał udział w poszukiwaniach ciał poległych.
Zmarł 27 września 1985 z powodu tętniaka i został pochowany w Stanley.